# Ana Lovrin
Ana Lovrin (Zagreb, 2. prosinca 1953.), hrvatska političarka, bivša ministrica pravosuđa u Vladi Republike Hrvatske.
Diplomirala je na Pravnom fakultetu u Zagrebu. Obnašala je dužnosti u gradu Zadru (tajnica Grada, zamjenica gradonačelnika), a 2003. nakon imenovanja Božidara Kalmete ministrom, postala i je gradonačelnicom Zadra. U veljači 2006. imenovana je ministricom pravosuđa, nakon smjene dotadašnje ministrice Vesne Škare-Ožbolt. Mandat joj je potvrđen 12. siječnja 2008. godine. U listopadu 2008. smjenjena je na položaju ministrice pravosuđa.
Članica HDZ-a od 1993. Obavljala je stranačke dužnosti u Zadru. Bila je potpredsjednica Gradskog odbora HDZ-a Zadra, te predsjednica Županijske zajednice HDZ-a "Katarina Zrinska". Od 2003. godine predsjednica je Gradskog odbora HDZ-a Zadra, članica Županijskog odbora HDZ-a Zadarske županije te članica Središnjeg odbora HDZ-a.
Udana je i majka četiri kćeri.

## Vanjske poveznice
- Glasao sam za Ivu Lovrin jer ima dobre gene
- Vlada Republike Hrvatske